# Головацький Микола Микитович
Голова́цький Микола Микитович (*5 березня 1912 року, місто Житомир — †21 березня 1996 року, місто Жаркент) — голова колгоспу «40 років Жовтня» Панфіловського району Казахської РСР, двічі Герой Соціалістичної Праці.

## Біографія
Народився Микола Микитович 5 березня 1912 року у місті Житомир в Україні. Трудову діяльність розпочав ще підлітком, був наймитом. З 1929 року працював секретарем комсомольської організації сільськогосподарської комуни «Комсомолія», пізніше головою робіткому машинно-тракторної станції. У 1932–1935 роках служив у Червоній армії. З 1936 року працював головою організації Осоавіахіму Панфіловського району Талди-Курганської області, пізніше — головою правління сільськогосподарської артілі «Червоний схід». З 1950 року був головою правління колгоспу «40 років Жовтня» Панфіловського району Талди-Курганської області (у період 1959–1967 років — Алма-Атинської області).
За роки керівництва колгоспом зарекомендував себе як умілим організатором і постійним новатором. При прийомі ним колгоспу, він був слабким та відсталим. З роками господарством перетворилось на школу з умілого використання резервів для збільшення виробництва зерна. З кінця 1950-их років колгосп переглянув структуру посівних, замінив низько урожайні сорти пшениці та більш продуктивні. Провідне місце зайняла кукурудза, завдяки якій колгосп став лідером у Казахстані, а з виробництва гібридів першого покоління — лідером усієї країни.
1966 року Микола Микитович отримав звання Героя Соціалістичної Праці, а 1971 року колгосп нагороджений орденом Трудового Червоного Прапора і занесене до Всесоюзної дошки пошани на ВДНГ СРСР та до «Золотої книги» Казахської РСР. 1985 року Головацький вдруге отримує звання Героя Соціалістичної Праці.
Був членом КПРС, делегатом 22-го з'їзду КПРС 1961 року та 3-го Всесоюзного з'їзду колгоспників 1969 року, депутатом Верховної ради СРСР 6-го скликання (1962–1966) та 10-го скликання (1979–1984), членом ЦК КП Казахстану, депутатом Верховної ради Казахської РСР 11-го скликання (1985–1989).
За своє життя Головацький написав автобіографічну книгу «Людина на землі», в якій про себе писав так:
|  | Пошел я в колхоз не в поисках личной выгоды, а со стремлением собственными руками и с товарищами своими делать красивую жизнь. Не только для себя, но для всех колхозников. Личное счастье — маленькое счастье. Счастье нашего колхоза, например, — это большое счастье |

## Нагороди та пам'ять
Двічі нагороджений званням Герой Соціалістичної Праці. Перший раз 23 червня 1966 року (№ 13867) за успіхи, досягнуті у збільшенні виробництва і заготівлі пшениці, кукурудзи та інших зернових і кормових культур та високо виробничому використанні техніки разом із врученням ордена Леніна (№ 370806). Вдруге це звання Головацький отримав 17 червня 1985 року за значні успіхи, досягнуті у розвитку сільськогосподарського виробництва, завчасного виконання планів 11 п'ятирічки з виробництва та продажу державі зерна, м'яса та іншої продукції разом із врученням ордена Леніна (№ 416710). Окрім цього Микола Микитович отримав ще 4 ордени Леніна, орден Жовтневої Революції, орден Трудового Червоного Прапора та низку медалей.
Про Головацького 1990 року було знято документальний фільм «Спілка господарів землі» («Союз хозяев земли»).
На честь Головацького названо село імені Головацького Панфіловського району Алматинської області Казахстану (колишнє селище Молодіжний, збудоване для працівників колгоспу) та школу у цьому ж селі. Тут знаходяться бронзовий бюст та меморіальний музей.